# Markiz Bath
Baroneci Thynne of Cause Castle 1. kreacji
- 1641–1680: Henry Frederick Thynne, 1. baronet
- 1680–1714: Thomas Thynne, 2. baronet

Wicehrabiowie Weymouth 1. kreacji (parostwo Anglii)
- 1682–1714: Thomas Thynne, 1. wicehrabia Weymouth, kreowany także baronem Thynne
- 1714–1751: Thomas Thynne, 2. wicehrabia Weymouth
- 1751–1796: Thomas Thynne, 3. wicehrabia Weymouth

Markizowie Bath 1. kreacji (parostwo Wielkiej Brytanii)
- 1789–1796: Thomas Thynne, 1. markiz Bath
- 1796–1837: Thomas Thynne, 2. markiz Bath
- 1837–1837: Henry Frederick Thynne, 3. markiz Bath
- 1837–1896: John Alexander Thynne, 4. markiz Bath
- 1896–1946: Thomas Henry Thynne, 5. markiz Bath
- 1946–1992: Henry Frederick Thynne, 6. markiz Bath
- 1992 -: Alexander George Thynn, 7. markiz Bath

Najstarszy syn 7. markiza Bath: Ceawlin Henry Laszlo Thynn, wicehrabia Weymouth